# Marko Pranjić
Prof. dr. sc. Marko Pranjić (Globarica, BiH, 27. ožujka 1950.) je redoviti profesor u trajnom zvanju, doktor odgojno obrazovnih znanosti, diplomirani teolog, hrvatski pedagog, didaktičar i metodičar. Bio je voditelj (dekan) Hrvatskih studija od 2003. do 2008. godine. Trenutačno je član ERS-a (Ekspertne radne skupine za kurikularnu reformu) od travnja 2018. godine.

## Životopis
Godine 1970. upisao je studij teologije na Katoličkom bogoslovnom fakultetu u Zagrebu, završio ga je na Pontificia Facoltà teologica dell'Italia Meridionale (Studio salesiano) u Napulju 1974. Te godine upisuje studij edukacijskih znanosti na Pontificia Università Salesiana, Facoltà delle Scienze dell'Educazione u Rimu gdje je stekao akademske stupnjeve iz odgojno obrazovnih znanosti: baccalaureus, magister i doctor (od 1976. do 1982.). Zbog teme doktorske disertacije boravio je dvije godine u Njemačkoj (Philosophisch-theologische Hochschule der Salesianer don Boscos) gdje je i napisao svoju disertaciju na njemačkom, a obranio 1982. na talijanskom jeziku. Istovremeno je i na istoj visokoškolskoj ustanovi završio i studij  filmologije (1976.) kojega je počeo pohađati već kao student teologije.   
Nakon završetka svoje formacije u inozemstvu što je sve skupa trajalo 12 godina, vraća se u domovinu te postaje urednikom časopisa  Kateheza (1983. – 1993.), ravnateljem Katehetskog salezijanskog centra i ravnateljem Salesianuma - instituta za religijsku pedagogiju i katehetiku te urednikom mnogih stručnih i znanstvenih nizova knjiga s područja pedagogije, didaktike, metodike, teologije, a istovremeno se angažira i u sveučilišnoj nastavi.
Od 1985. do 1995. član je Vijeća Hrvatske biskupske konferencije za katehizaciju, a od 1992. do 1997. bio je viši savjetnik za srednjoškolski vjeronauk u RH. Od 1993. do 1997. obnašao je dužnost člana Consiglio internazionale per la catechesi (COINCAT) Kongregacije za nauk vjere u Rimu. Godine 1995. postao je članom Arbeitsgemeinschaft der katechetischen Dozenten te članom Forum internazionale dell'insegnamento della religione koji okuplja predstavnike pojedinih nacionalnih katehetskih vijeća.

## Nastavna djelatnost i funkcije
Godine 1995. počinje predavati na Pedagogijskim znanostima  Filozofskog fakulteta Sveučilišta u Zagrebu, Teološkom fakultetu Matija Vlačić Ilirik te Evanđeoskom teološkom fakultetu u Osijeku (religijska pedagogija i katehetika). Iste godine angažira se oko osnivanja Hrvatske akademije odgojnih znanosti i postaje njenim članom te predsjednikom Društva metodičara. Pedagogijske znanosti Filozofski fakultet Sveučilišta u Zagrebu bira ga za redovitog profesora (1997.) Po zasnivanju radnog odnosa na Hrvatskim studijima Sveučilišta u Zagrebu, organizira i izvodi nastavu vezanu za nastavničku naobrazbu u sklopu čega predaje pedagogiju, didaktiku i metodiku te brine za studentsku nastavnu praksu i hospitacije.
Godine 2003. Znanstveno-nastavno vijeće Hrvatskih studija Sveučilišta u Zagrebu bira ga najprije za obnašatelja dužnosti voditelja Hrvatskih studija, nakon čega, po imenovanju rektora, postaje i obnašateljem dužnosti predsjednika Stručnog vijeća Hrvatskih studija. Promjenom Pravilnika Hrvatskih studija, Znanstveno-nastavno vijeća HS bira Pranjića za  voditelja (dekana) HS i predsjednika Stručnog vijeća za razdoblje od 2004. do 2006., a potom i od 2006. do 2008. 2005. izabran je za redovitog profesora (trajno zvanje) na Hrvatskim studijima Sveučilišta u Zagrebu; od 2005.do 2008. članom Senata Sveučilišta u Zagrebu, članom Vijeća društveno humanističkog područja, članom Matičnog odbora edukacijskih znanosti RH. Od 2005. do 2014. bio je pročelnik, odnosno obnašatelj dužnosti pročelnika Odjela edukacijskih znanosti i nastavničke naobrazbe Hrvatskih studija.

## Programi i projekti
Izradio je program nastavničke naobrazbe HS te je napisao silabuse za njegove obvezne i mnoge izborne predmete. Osmislio je i realizirao dva znanstveno-istraživačka projekta preko kojih je više od deset znanstvenih novaka zasnovalo radne odnose za mnoga područje Hrvatskih studija i s kojih je doktoriralo njih desetoro te se objavilo nekoliko znanstvenih monografija i na desetke znanstvenih i stručnih radova.
Također je sa svojim suradnicima osmislio i napisao program dodatne nastavnučke naobrazbe za stjecanje pedagoških kompetencija (PPDMN) kojega je do sada pohađalo preko 300 studenata te završilo u hrvatskim odgojno-obrazovnim ustanovama kao nastavnici.

## Privatni život
Oženjen i otac troje djece.

## Nagrade i priznanja
- Zlatna medalja sveučilišta Università Pontificia Salesiana u Rimu (1982.)
- Nagrada Ivan Filipović (za srednje školstvo – popularizacija znanosti) (1992.)[2]
- Priznanje za važan doprinosu promicanju i unapređivanju rada Hrvatskih studija (2012.)[2]
- Državna nagrada za životno djelo "Ivan Filipović" za promicanje padoške teorije i prakse (2017).[3]
- Spomen-medalja u znak zahvalnosti i priznanja za doprinos razvitku i napretku Sveučilišta u Zagrebu (2020.)

## Djela (izbor)
- Christus als Mittelpunkt der Glaubensverkündigung nach Josef Andreas Jungmann (1983),
- Relligijskopedagoško-katehetski leksikon (priredio) (1991),
- Jeka duše: vjeronaučni udžbenik za prvo godište srednjih škola (1992),
- Zov slobode: vjeronaučni udžbenik za drugo godište srednjih škola /suautor/ (1992),
- Na izvorima: vjeronaučni udžbenik za treće godište srednjih škola (1993)
- Životu ususret: vjeronaučni udžbenik za četvrto godište srednjih škola /suautor/ (1993).
- Srednjoškolski vjeronauk u Republici Hrvatskoj (1994),
- Religijska pedagogija: naziv, epistemologija, predmet i omeđenje (1997),
- Metodika vjeronaučne nastave. Teorijske osnove i praktični modeli (1997),
- Nastavna metodika: teorija, oblici, metode, sredstva, pomagala (1999)
- Psihologija religioznog ponašanja. Propedeutika, povijest, klasici (2000),
- Pedagogija. Suvremena stremljenja, naglasci, ostvarenja (2001),
- Antropologija: filozofsko-biblijsko-teološki aspekt (elektroničko izdanje) (2004),
- Didaktika: povijest, osnova, profiliranje, postupak (2005),
- Nastavna metodika u riječi i slici (2013),
- Na iskonima europskoga odgoja. Telemah kao odgajanik (2013.),
- Odgoj u vrijeme antike: starogrčki, starorimski i ranokršćanski odgoj i obrazovanje (2020).
- Odgoj u vrijeme antike: Grčka, Rim, rano kršćanstvo (elektroničko izdanje)